# 1998 у хокеї з шайбою
Нижче наведені хокейні події 1998 року у всьому світі.

## Головні події
На зимових Олімпійських іграх у Нагано золоті нагороди здобула збірна збірна Чехії.
На чемпіонаті світу в Базелі та Цюриху золоті нагороди здобула збірна Швеції.
У фіналі кубка Стенлі «Детройт Ред-Вінгс» переміг «Вашингтон Кепіталс».

## Чемпіони
- Альпенліга: «Фельдкірх» (Австрія)
- СЄХЛ: «Сокіл» (Київ)

- Австрія: «Саміна» (Фельдкірх)
- Білорусь: «Німан» (Гродно)
- Болгарія: «Славія» (Софія)

- Велика Британія: «Ер Скоттіш Іглс» (Ер)
- Данія: «Гернінг Блю Фокс»
- Італія: «Больцано»
- Нідерланди: «Неймеген Тайгерс»
- Німеччина: «Адлер Мангейм»
- Норвегія: «Волеренга» (Осло)
- Польща: «Унія» (Освенцим)
- Росія: «Ак Барс» (Казань)
- Румунія: «Стяуа» (Бухарест)
- Сербія: «Войводина» (Новий Сад)
- Словаччина: «Слован» (Братислава)
- Словенія: «Олімпія» (Любляна)
- Угорщина: «Дунаферр» (Дунауйварош)
- Україна: «Сокіл» (Київ)
- Фінляндія: ГІФК (Гельсінкі)
- Франція: «Гренобль»
- Хорватія: «Медвешчак» (Загреб)
- Чехія: «Словнафт» (Всетін)
- Швейцарія: «Цуг»
- Швеція: «Фер'єстад» (Карлстад)

## Переможці міжнародних турнірів
- Євроліга: «Саміна» (Фельдкірх, Австрія)
- Континентальний кубок: «Кошиці» (Словаччина)
- Єврохокейтур: збірна Чехії
- Кубок Шпенглера: збірна Канади
- Кубок Татр: «Слован» (Братислава, Словаччина)
- Кубок Тампере: ГВ-71 (Єнчепінг, Швеція)